# Cisontrol
Cisontrol is een bestuurslaag in het regentschap Ciamis van de provincie West-Java, Indonesië. Cisontrol telt 6404 inwoners (volkstelling 2010).